# José Carlos Sousa Cardoso
Pour les articles homonymes, voir Cardoso.
José Carlos Sousa Cardoso (né le 10 janvier 1937 à Santa Maria da Feira, Portugal) est un ancien coureur cycliste portugais. professionnel de 1958 à 1966, il a notamment remporté le classement général du Tour du Portugal et une étape du Tour d'Espagne 1959.

## Palmarès
- 1958
  - 15eb et 22eb étapes du Tour du Portugal
  - Clasica de Santo Tirso
  - 2e du Tour du Portugal
  - 2e du championnat du Portugal sur route
  - 2e du Grande Prémio da Malveira
  - 2e de la Clasica de Figueria
  - 3e de la Clasica de Grandola
- 1959
  - 12e étape du Tour d'Espagne
  - 2e et 11ea étapes du Tour du Portugal
  - 2e du Tour du Portugal
- 1960
  - Tour du Portugal
    - Classement général
    - 4e, 10e, 14e et 15ea étapes
- 1962
  - 8e et 11eb étape du Tour du Portugal
  - 3e du GP Llodio

## Résultats sur les grands tours

### Tour de France
- 1959 : abandon (17e étape)

### Tour d'Espagne
- 1959 : 31e, vainqueur de la 12e étape
- 1961 : 24e
- 1966 : abandon